# Maransart
Maransart (Waals: Maransåt) is een dorp in de Belgische provincie Waals-Brabant en een deelgemeente van Lasne. Tot 1 januari 1977 was het een zelfstandige gemeente.
In de deelgemeente liggen onder meer de wijken en gehuchten Colinet, Anogrune en Sauvagemont.

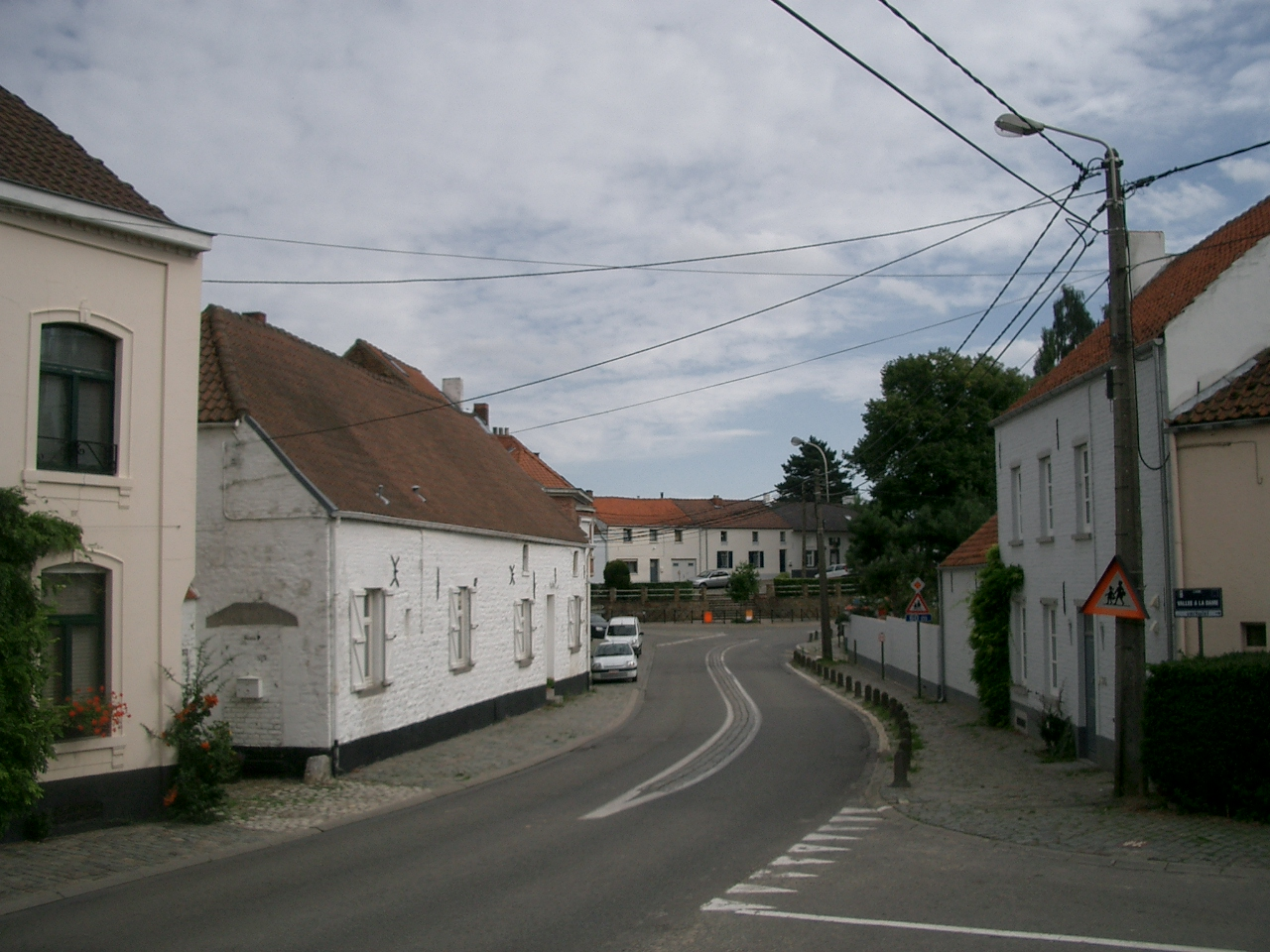
Centrum van Maransart, Route de de l'État

## Geschiedenis
Een oude vermelding van de plaats gaat terug tot de 11de eeuw, reeds onder de naam Maransart.
Op de Ferrariskaart uit de jaren 1770 is het dorp weergegeven als Maransart, met in het zuidoosten haar gehucht Sauvagemont.
Op het eind van het ancien régime werd bij de invoering van de gemeentes onder Frans bestuur Maransart een gemeente.
De gemeente werd bij de gemeentelijke herindeling van 1977 een deel van de fusiegemeente Lasne.

## Bezienswaardigheden
- De Onze-Lieve-Vrouwekerk (Église Notre-Dame) is een bakstenen neoclassicistisch kerkgebouw van 1866.
- De pastorie en de muur van de pastorie werden in 1978 beschermd als monument. Het geheel van de pastorie en pastorietuin werd als site beschermd. Het is een classicistisch gebouw met boven de deur een steen met nis in renaissancestijl van begin 16e eeuw.

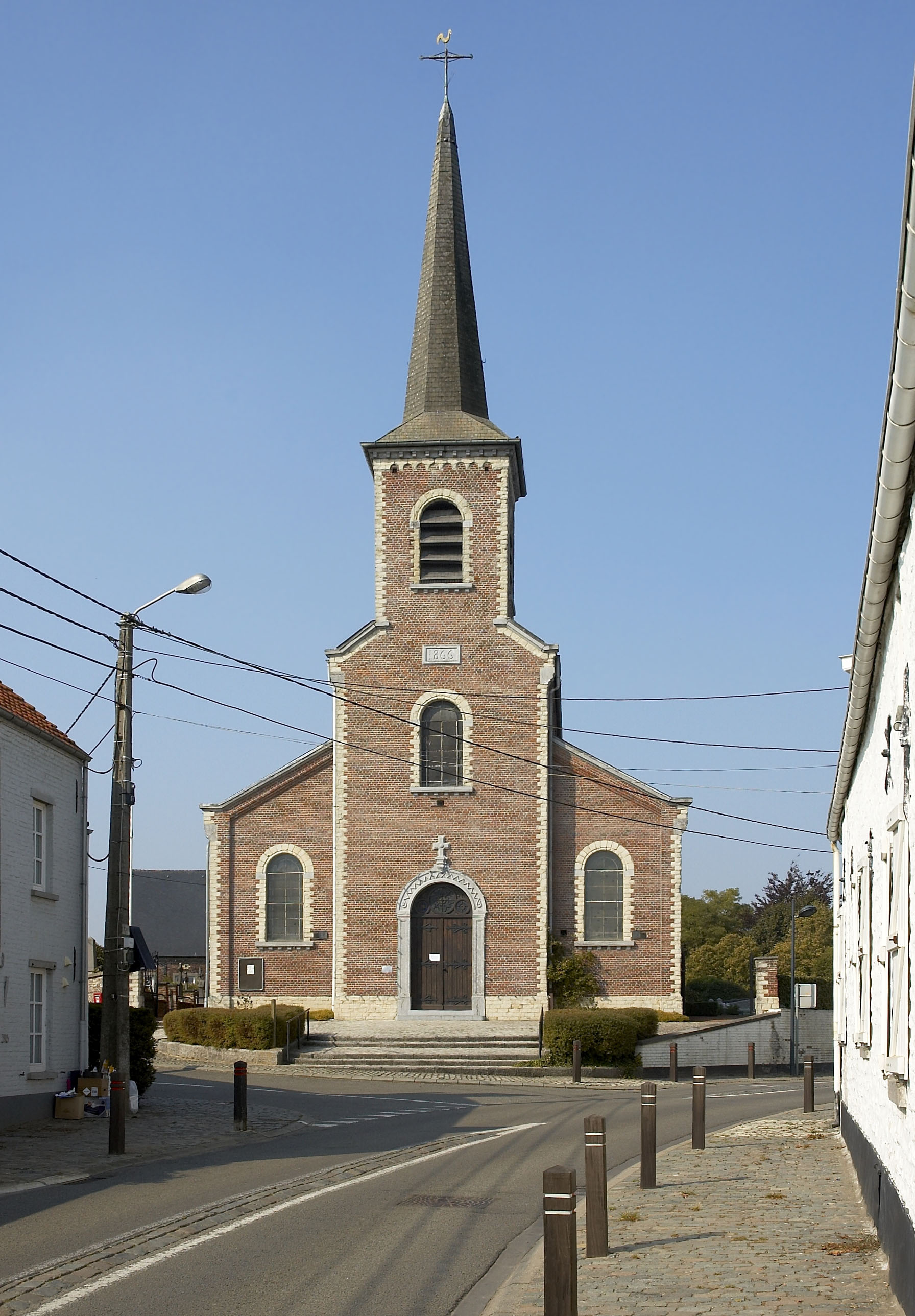
Onze-Lieve-Vrouwekerk
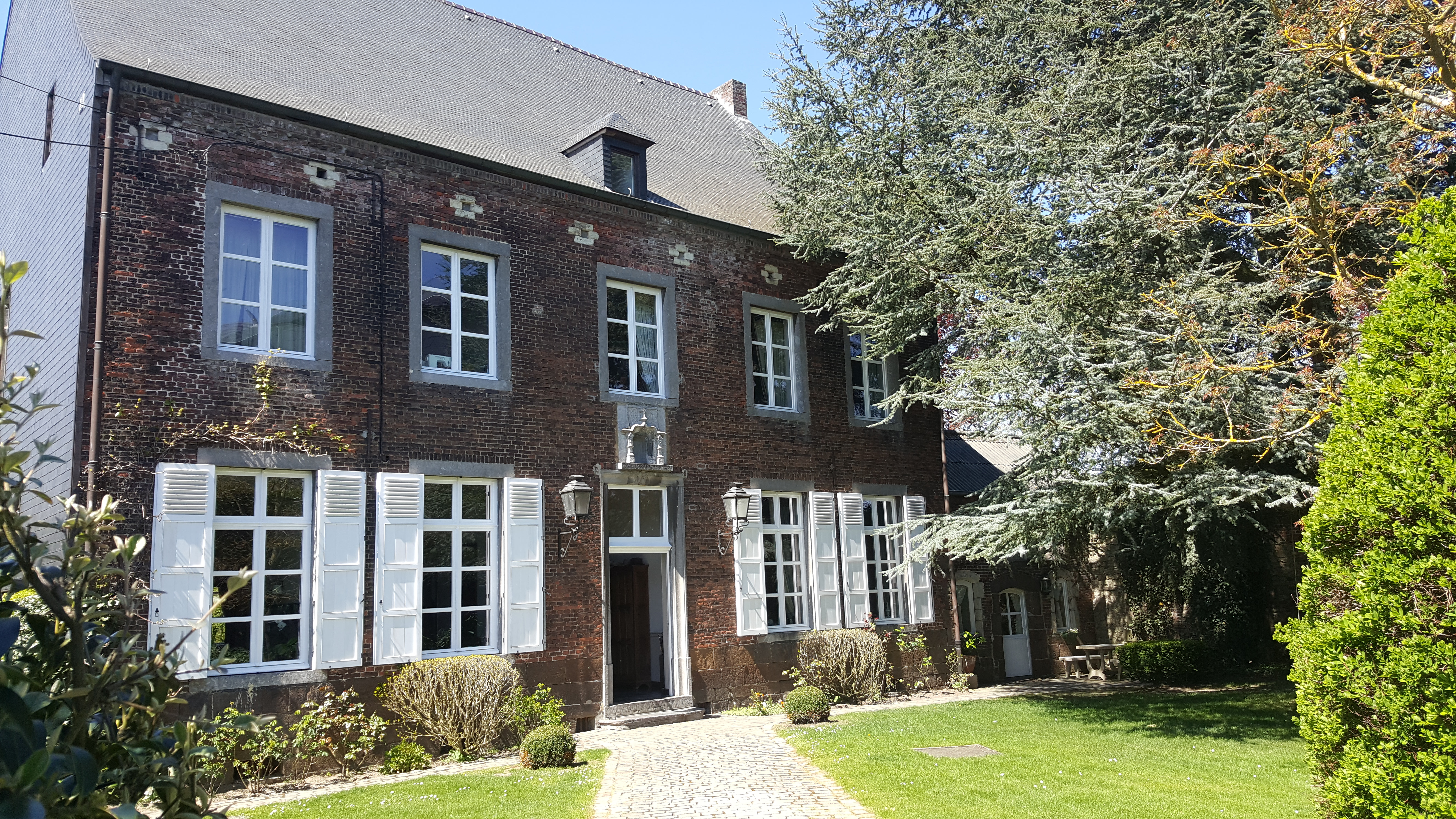
Pastorie

## Natuur en landschap
Maransart ligt aan de Laan, die voorzien is van enkele visvijvers, in een bosrijke omgeving. De hoogte aan de kerk bedraagt 117 meter.

## Demografische ontwikkeling
- Bronnen:NIS, Opm:1831 tot en met 1970=volkstellingen, 1976= inwonersaantal op 31 december

## Politiek
Maransart had een eigen gemeentebestuur en burgemeester tot de gemeentelijke fusie van 1977. Burgemeesters waren:
- 1964-1976 : Joseph Delens (PLB)

## Verkeer en vervoer
Door Maransart loopt van zuid naar noord de N271 (Route de l'État) van Genepiën naar Lasne en Ohain.

## Nabijgelegen kernen
Plancenoit, Lasne, Couture-Saint-Germain, Glabais
Deelgemeenten: Couture-Saint-Germain · Lasne-Chapelle-Saint-Lambert · Maransart · Ohain · Plancenoit

Overige kernen: Chapelle-Saint-Lambert · Lasne · Ransbeck

Belgische gemeenten · Arrondissement Nijvel · Waals-Brabant · Wallonië